# 바우마역
바우마역(독일어: Bahnhof Bauma)은 스위스 취리히주와 바우마 지자체에 있는 기차역이다. 역은 아직 완전히 사용 중인 퇴스탈 철도와 부분적으로 폐쇄되고, 부분적으로 유산 철도로 사용되는 외리콘-바우마 철도(UeBB)의 교차점에 있다.
바우마역은 라퍼스빌과 빈터투어 사이를 운행하는 취리히 S-반 노선 S26의 중간역이다. 취리히제와 오버란트 해운(VZO) 및 스위스 포스트버스 서비스(PostAuto)의 버스도 운행한다.
바우마역은 일반적으로 증기기관차로 운반되는 기차로 이전 UeBB를 통해 힌빌까지 운행하는 담프반-페라인 취리히 오버란트(DVZO)의 유산 철도 서비스의 종점이기도 하다. 힌빌 너머 외리콘 방면 UeBB 노선은 1948년에 폐쇄되었으며, 현재는 거의 남아 있지 않다.